# Tworóg

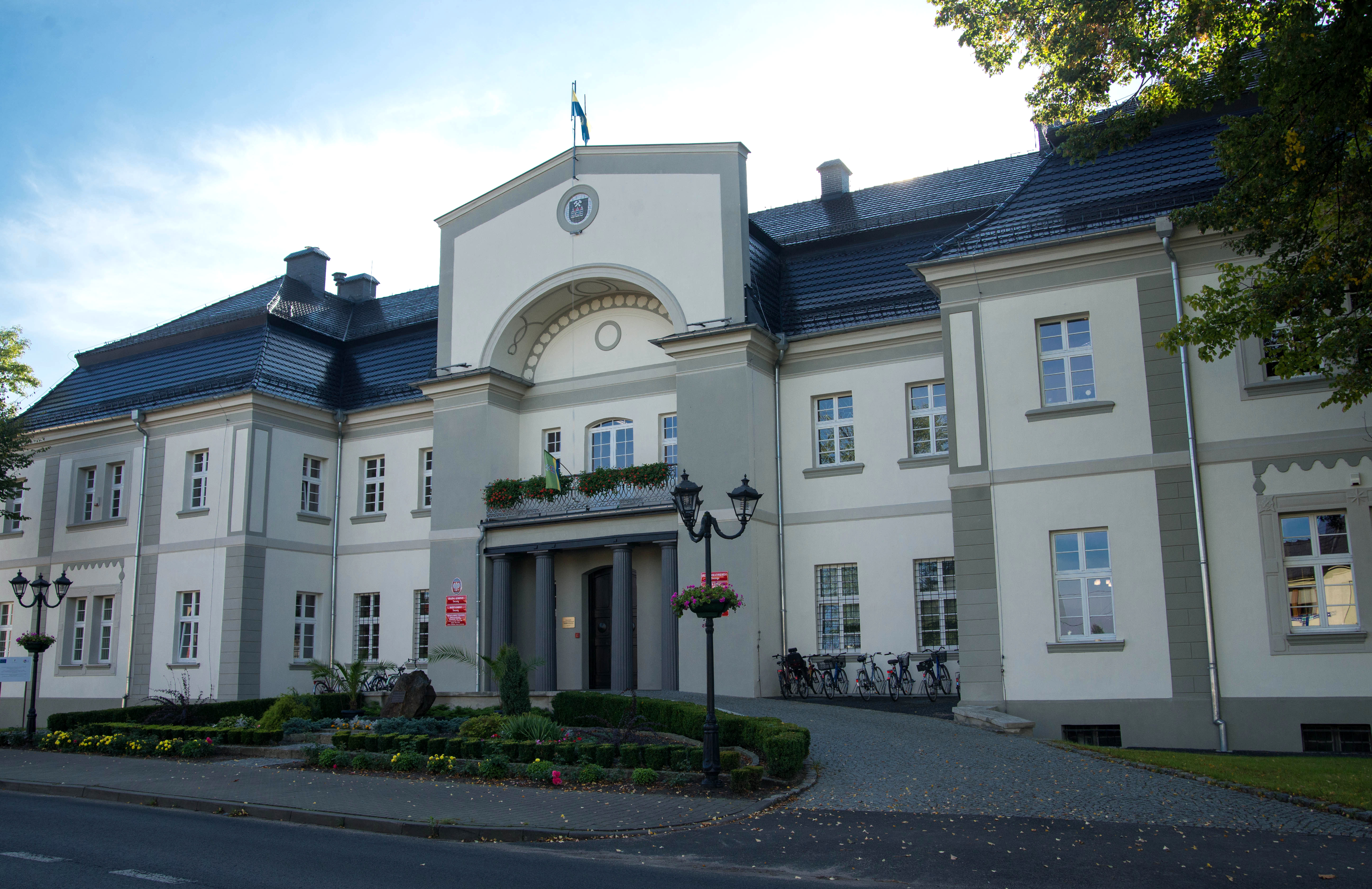
Schloss

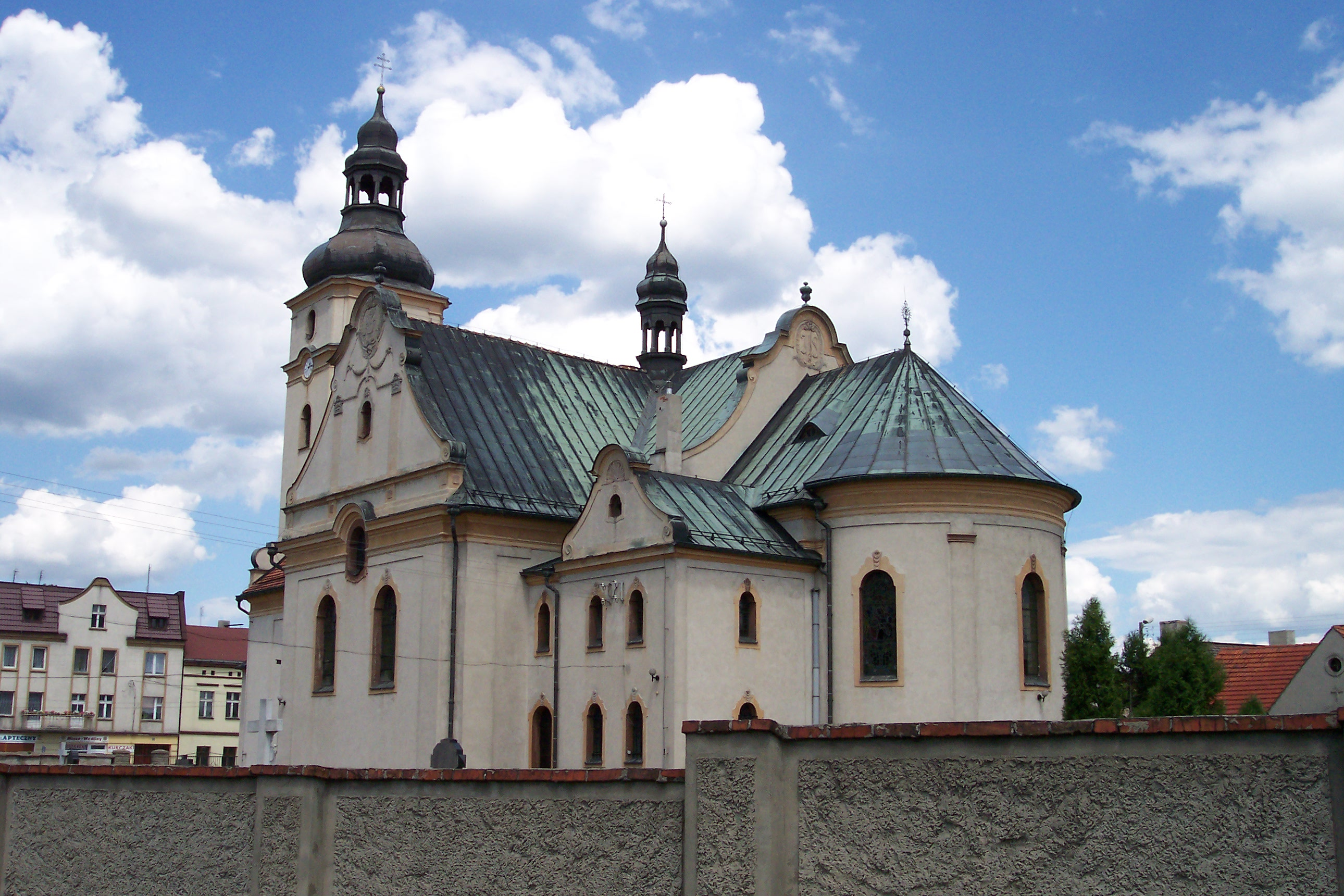
Antoniuskirche

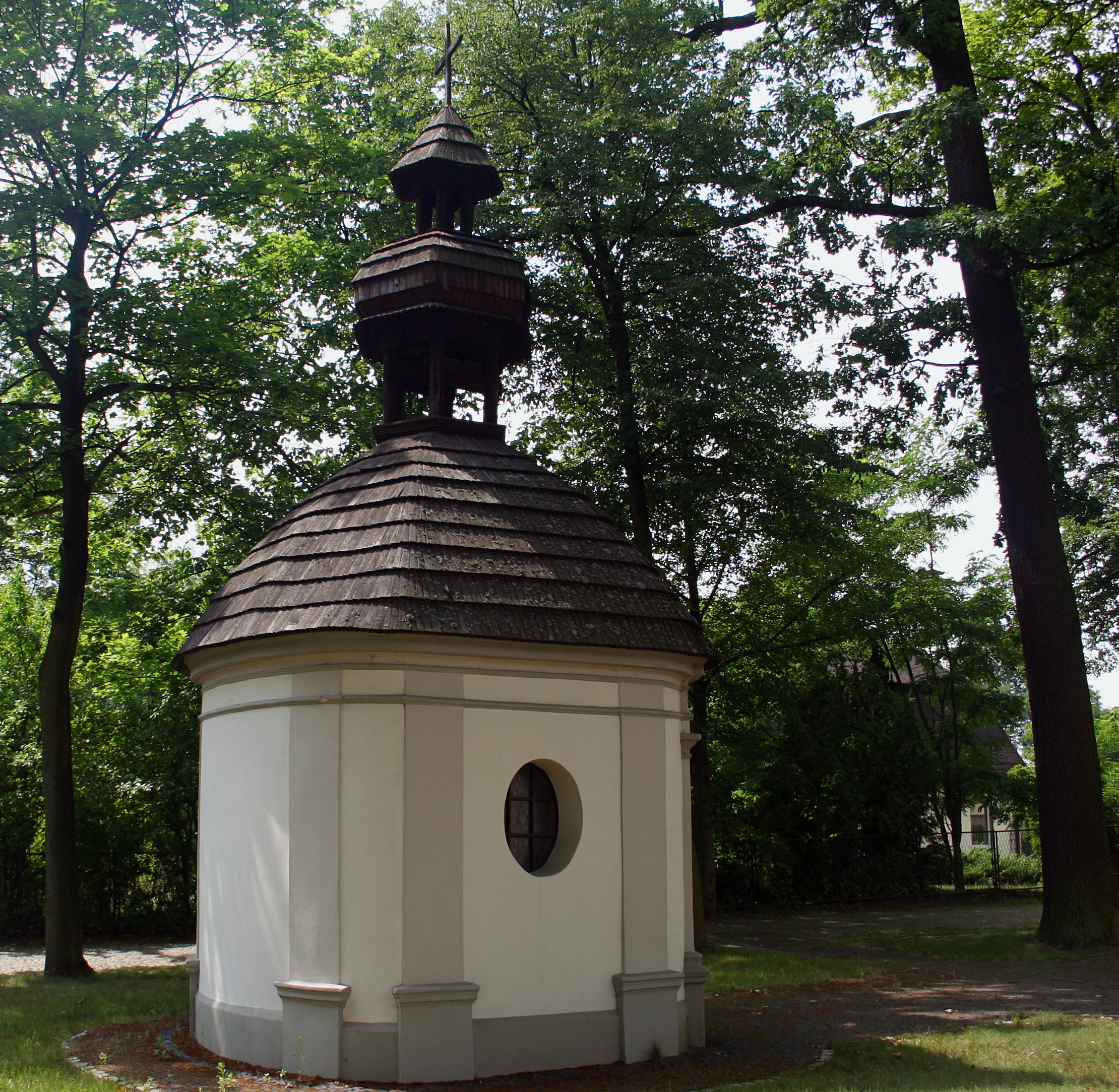
Schlosskapelle

Tworóg (deutsch Tworog, 1936–1945 Horneck) ist eine Ortschaft in Oberschlesien. Sie liegt in der Gemeinde Tworóg (Tworog) im Powiat Tarnogórski (Kreis Tarnowitz) in der Woiwodschaft Schlesien. Sie ist Gemeindesitz der Gemeinde Tworóg. Tworóg hat etwa 3.500 Einwohner.

## Geografie
Tworóg liegt 15 Kilometer nordwestlich von der Kreisstadt Tarnowskie Góry (Tarnowitz) und 38 Kilometer nordwestlich von der Woiwodschaftshauptstadt Katowice (Kattowitz).

## Geschichte
Der Ort entstand im 16. Jahrhundert als Siedlung an einem Eisenhammer. 1530 wurde der Ort erstmals urkundlich erwähnt. Die Herkunft des Ortsnamens ist nicht gesichert.
Von 1660 bis 1684 war Tworog Sitz des oberschlesischen Familienfideikommisses des Georg Leonhard Colonna von Fels (tschechisch Georg Linhart), fiel als solches 1684 an dessen Neffen und Erben Franz Julius Verdugo (1661–1712) und blieb im Besitz der Familie von Verdugo bis 1757. Von 1758 bis 1807 fiel es an eine jüngere Linie der Colonna-Fels zurück. Weitere Besitzer waren von 1807 bis 1818 von Gastheimb, 1818 bis 1826 von Renard und  1826 bis 1945 von Hohenlohe-Ingelfingen.
1818 wurde der Ort als Tworog erwähnt und hatte eine katholische Kirche und Schule, ein Schloss, ein Vorwerk, zwei Luppenfeuer, 53 Gärtner und sieben Häusler. 1865 bestand Tworog aus einem Dominialterrain und einer Rusticalgemeinde. Das Dorf hatte fünf Bauernstellen, 48 Gärtnerstellen, 24 Häuslerstellen und 96 Wohnhäuser, ferner 6 Fabrikgebäude, einen Hochofen, ein Frischfeuer, zwei amerikanische Mühlen, eine deutsche Mühle und ein Hospital. Die im Wald gefällten Bäume, meist Kiefern, Fichten und Birken wurden teils verkohlt und teils als Gruben- und Bauholz verwendet.
Bei der Volksabstimmung in Oberschlesien am 20. März 1921 stimmten 439 Wahlberechtigte für einen Verbleib bei Deutschland und 396 für eine Zugehörigkeit zu Polen. Tworog verblieb nach der Teilung Oberschlesiens beim Deutschen Reich. 1936 wurde der Ort im Zuge einer Welle von Ortsumbenennungen der NS-Zeit in Horneck umbenannt. Bis 1945 befand sich der Ort im Landkreis Tost-Gleiwitz.
1945 kam der bis dahin deutsche Ort unter polnische Verwaltung und wurde in Tworóg umbenannt und der Woiwodschaft Schlesien angeschlossen. 1950 kam der Ort zur Woiwodschaft Kattowitz. 1999 kam der Ort zum wiedergegründeten Powiat Tarnogórski und zur neuen Woiwodschaft Schlesien.

## Sehenswürdigkeiten
- Klassizistisches Schloss aus der zweiten Hälfte des 18. Jahrhunderts, heute befindet sich dort die Gemeindeverwaltung.
- neobarocke Antoniuskirche
- mehrere Kapellen aus dem 18. bis 20. Jahrhundert, darunter die Schlosskapelle
- Kreuze aus den Jahren 1890, 1910 und 1919
- Drei Heiligenskulpturen an der Kirche

## Wappen
Das Wappen bzw. Siegel von Tworóg zeigt auf grünem Grund ein Schloss und darüber Hammer und Schlägel.

## Verkehr
Von der (hier) nur noch im Güterverkehr betriebenen Bahnstrecke Tarnowskie Góry–Opole zweigte früher im Stadtteil Brynek die Bahnstrecke Zabrze Mikulczyce–Tworóg Brynek ab.

## Persönlichkeiten
- Philipp Bloch (1841–1923), deutscher Historiker und Reformrabbiner